# Hyperolius swynnertoni
Hyperolius swynnertoni är en groddjursart som beskrevs av FitzSimons 1941. Hyperolius swynnertoni ingår i släktet Hyperolius och familjen gräsgrodor. IUCN kategoriserar arten globalt som livskraftig. Inga underarter finns listade i Catalogue of Life.